# میهرن
میهرن (به آلمانی: Mehren) یک شهر در آلمان است که در راینلاند-فالتس واقع شده‌است.

## خصوصیات
میهرن ۴۸۸ نفر جمعیت دارد.